# Theo Sloot
Th.J.L. (Theo) Sloot (Bemmel, 19 april 1931 – Ulft, 15 juni 2006) was een Nederlandse Rooms-Katholiek priester en kunstenaar. 
Na de lagere school bezocht Sloot het klein- en grootseminarie. Op 19 juli 1959 werd hij tot priester gewijd. Hij was onder meer kapelaan in Soesterberg, pastoor in Hengevelde en pastoor van de Sint-Martinuskerk in Epe (1988-1992). In deze laatste parochie kon hij met toestemming van het bisdom een halve werkweek als pastoor werken en een halve week als kunstenaar.
Zijn kunstenaarschap was onlosmakelijk verbonden met zijn priesterschap. In zijn artistieke werk ging het bijna altijd om een vorm van getuigenis, waarbij een verbinding met het pastoraat zonneklaar was. Sloot vond zijn inspiratie vaak in Bijbelse thema's en figuren: het Hooglied, de worsteling van Jacob met de engel, de Maria van het Magnificat, de Emmaüsgangers en Jezus in gesprek met een vrouw bij de put. Deze thema's waren gekoppeld aan zijn grote betrokkenheid bij het wel en wee van mensen en hun onderlinge verhoudingen. Maar ook meer alledaagse onderwerpen kwamen in zijn werk terug: lino's over verschillende sporten, schilderijen van landschappen, pittoreske straatjes in Frankrijk en speelse stillevens.
Voor de kerk in Epe ontwierp hij drie glas-in-loodramen en een logo voor het briefpapier van de parochie.
Het Katholiek Documentatie Centrum in Nijmegen beheert ongeveer 240 pentekeningen, aquarellen en bijbelteksten op folioformaat; grotendeels ontwerptekeningen met gekalligrafeerde teksten voor misboekjes (o.a. een zondagsmissaal) van Gooi & Sticht uit de jaren 1970 en 1980. Deze tekeningen maken deel uit van een onaf evangeliarium.
Sloot overleed op 75-jarige leeftijd. Hij werd begraven op de begraafplaats nabij de Sint-Mauritiuskerk te Silvolde.

## Publicaties
- Th. Sloot, Sterven om te leven: gedachten en beelden vanuit de Schrift (Boxtel, 1994) - ru.on.worldcat.org[4]
- K. Pannekoek, K. en Th. Sloot, Brood voor profeten: woorden voor viering en overweging / Dl 2 De tijd van de Heer (Hilversum, 1990)